# یواس‌اس جورجیا (اس‌اس‌جی‌ان-۷۲۹)
یواس‌اس جورجیا (اس‌اس‌جی‌ان-۷۲۹) (به انگلیسی: USS Georgia (SSGN-729)) یک زیردریایی است که طول آن ۵۶۰ فوت (۱۷۰ متر) می‌باشد. این زیردریایی در سال ۱۹۸۲ ساخته شد.